# Alfabeto sorabe

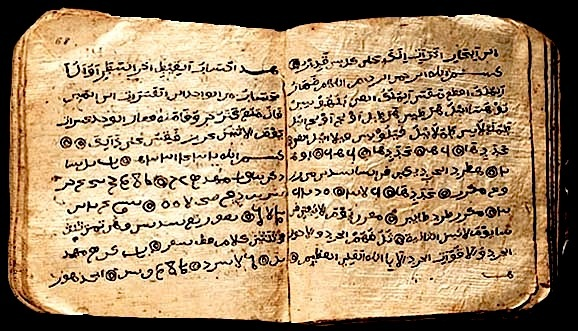
Texto escrito empleando el alfabeto Sora-be

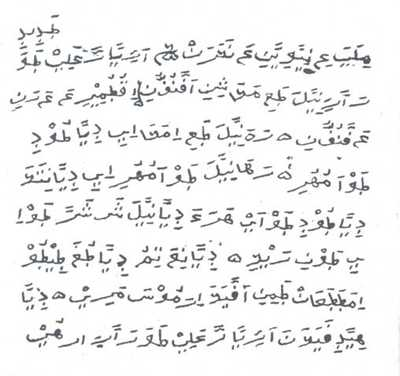
Texto escrito empleando el alfabeto Sora-be

Sorabe, o Sora-be, es un alfabeto basado en el alfabeto árabe usado para transcribir el idioma malgache desde el siglo XV.
Los investigadores todavía están hipotetizando sobre los orígenes de este sistema de transcripción. "Sorabe" querer decir literalmente "escritura grande", a partir del árabe "sura" (escritura) y del malgache "be" (grande). Esta denominación podría indicar la existencia de un sistema de escritura previo con caracteres más pequeños, derivada del sánscrito.
Tradicionalmente, muchos investigadores han especulado sobre el hecho que este sistema de escritura fuera introducido a través de los contactos comerciales entre malgaches y árabes musulmanes. Sin embargo, otros estudios afirman que este alfabeto podría haber sido introducido por musulmanes javaneses, por la semejanza sorprendente entre el alfabeto Sorabe y el alfabeto pegón (la versión javanesa del alfabeto árabe).
Un par de cientos de viejos manuscritos han sobrevivido hasta el día de hoy aunque los más antiguos se remontan al siglo XVII. La mayoría de los textos contienen fórmulas mágicas pero también hay algunos textos históricos con respecto al origen de algunas de las tribus del sureste de Madagascar.
Este alfabeto se extendió por la isla entre finales del siglo XVII y finales del siglo XVIII.

## Alfabeto
| Transcripción literal de la escritura sora-be con el alfabeto malgache actual | Transcripción literal de la escritura sora-be con el alfabeto malgache actual | Transcripción literal de la escritura sora-be con el alfabeto malgache actual | Transcripción literal de la escritura sora-be con el alfabeto malgache actual | Transcripción literal de la escritura sora-be con el alfabeto malgache actual | Transcripción literal de la escritura sora-be con el alfabeto malgache actual | Transcripción literal de la escritura sora-be con el alfabeto malgache actual | Transcripción literal de la escritura sora-be con el alfabeto malgache actual | Transcripción literal de la escritura sora-be con el alfabeto malgache actual | Transcripción literal de la escritura sora-be con el alfabeto malgache actual | Transcripción literal de la escritura sora-be con el alfabeto malgache actual | Transcripción literal de la escritura sora-be con el alfabeto malgache actual | Transcripción literal de la escritura sora-be con el alfabeto malgache actual | Transcripción literal de la escritura sora-be con el alfabeto malgache actual | Transcripción literal de la escritura sora-be con el alfabeto malgache actual | Transcripción literal de la escritura sora-be con el alfabeto malgache actual | Transcripción literal de la escritura sora-be con el alfabeto malgache actual | Transcripción literal de la escritura sora-be con el alfabeto malgache actual | Transcripción literal de la escritura sora-be con el alfabeto malgache actual | Transcripción literal de la escritura sora-be con el alfabeto malgache actual | Transcripción literal de la escritura sora-be con el alfabeto malgache actual | Transcripción literal de la escritura sora-be con el alfabeto malgache actual | Transcripción literal de la escritura sora-be con el alfabeto malgache actual | Transcripción literal de la escritura sora-be con el alfabeto malgache actual | Transcripción literal de la escritura sora-be con el alfabeto malgache actual | Transcripción literal de la escritura sora-be con el alfabeto malgache actual | Transcripción literal de la escritura sora-be con el alfabeto malgache actual | Transcripción literal de la escritura sora-be con el alfabeto malgache actual | Transcripción literal de la escritura sora-be con el alfabeto malgache actual | Transcripción literal de la escritura sora-be con el alfabeto malgache actual | Transcripción literal de la escritura sora-be con el alfabeto malgache actual | Transcripción literal de la escritura sora-be con el alfabeto malgache actual | Transcripción literal de la escritura sora-be con el alfabeto malgache actual |
| ----------------------------------------------------------------------------- | ----------------------------------------------------------------------------- | ----------------------------------------------------------------------------- | ----------------------------------------------------------------------------- | ----------------------------------------------------------------------------- | ----------------------------------------------------------------------------- | ----------------------------------------------------------------------------- | ----------------------------------------------------------------------------- | ----------------------------------------------------------------------------- | ----------------------------------------------------------------------------- | ----------------------------------------------------------------------------- | ----------------------------------------------------------------------------- | ----------------------------------------------------------------------------- | ----------------------------------------------------------------------------- | ----------------------------------------------------------------------------- | ----------------------------------------------------------------------------- | ----------------------------------------------------------------------------- | ----------------------------------------------------------------------------- | ----------------------------------------------------------------------------- | ----------------------------------------------------------------------------- | ----------------------------------------------------------------------------- | ----------------------------------------------------------------------------- | ----------------------------------------------------------------------------- | ----------------------------------------------------------------------------- | ----------------------------------------------------------------------------- | ----------------------------------------------------------------------------- | ----------------------------------------------------------------------------- | ----------------------------------------------------------------------------- | ----------------------------------------------------------------------------- | ----------------------------------------------------------------------------- | ----------------------------------------------------------------------------- | ----------------------------------------------------------------------------- | ----------------------------------------------------------------------------- |
| ـَ                                                                             | ب                                                                             | د                                                                             | ـِ                                                                             | ف                                                                             | غ                                                                             | ه                                                                             | ـِ                                                                             | ج                                                                             | ك                                                                             | ل                                                                             | م                                                                             | ن                                                                             | ـُ                                                                             | ڡ                                                                             | ر                                                                             | س                                                                             | ط                                                                             | و                                                                             | ‹ي› o ‹ز›                                                                     | ع                                                                             | ‹ڊ› o ‹رّ›                                                                     | ‹̣ط› o ‹رّ›                                                                     | ت                                                                             | ڡّ                                                                             | طّ                                                                             | ـَيْ                                                                            | ـَوْ                                                                            | ـُوً                                                                            | ـُيْ                                                                            | ‹ـِيَا› na ‹ـِيْا›                                                                | ـِوْ                                                                            | ـِيْ                                                                            |
| a                                                                             | b                                                                             | d                                                                             | e                                                                             | f                                                                             | g, ng                                                                         | h                                                                             | i, y                                                                          | j                                                                             | k                                                                             | l                                                                             | m                                                                             | n                                                                             | o                                                                             | p                                                                             | r                                                                             | s                                                                             | t                                                                             | v                                                                             | z                                                                             | n̈                                                                             | dr                                                                            | tr                                                                            | ts                                                                            | mp                                                                            | nt                                                                            | ai                                                                            | ao                                                                            | oa                                                                            | oi                                                                            | ia, ea                                                                        | io, eo                                                                        | ie                                                                            |